# 南京民俗博物館
南京民俗博物館（なんきんみんぞくはくぶつかん）は、中華人民共和国江蘇省南京市秦淮区に位置する博物館である。甘熙故居とも称される。
建物はレンガと木材で建築されており、左右それぞれに5つの中庭がある。建物の間数は99間半とされているが、実際は100間以上ある。この99間半の理由は、皇帝の住居である紫禁城が9999間半、孔子の子孫の邸宅であった曲阜の孔府が999間半であったからである。このことから甘熙故居は中国最大の平民住宅とも言われる。
甘熙は清代の文人であり、科挙試験で進士に合格している。伝えられるところによれば、甘氏は古くは金稜の豪族であり、三国志でも有名な呉の名将でもあった甘寧、晋の梁州刺史を務めた甘卓、清代初期の江南八侠之一に数えられた甘鳳池を先祖に持つ。甘熙故居は太平天国の乱で当時10万ともいわれた蔵書の大半が失われたとされている。2006年に中華人民共和国全国重点文物保護単位に指定された。

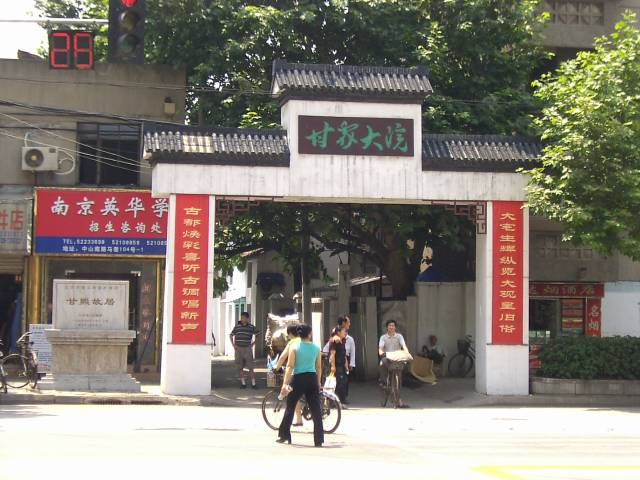
入口
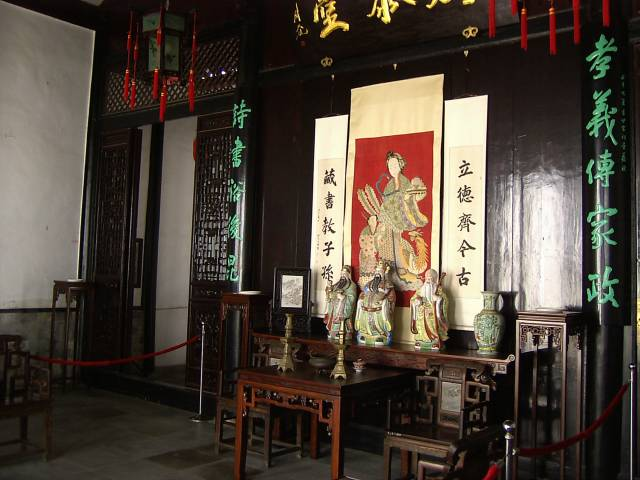
甘熙故居 内部
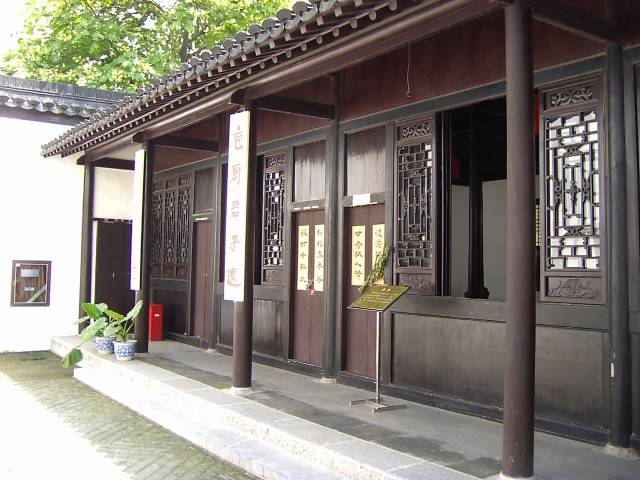
甘熙故居 厨房の建物

## 入場料・開館時間
- 10元（2008年現在）
- 9:00-17:00（入場券販売停止16:30）（2008年現在）

座標: 北緯32度01分41秒 東経118度46分35秒 / 北緯32.02816度 東経118.77642度